# Baojun 510
Baojun 510 – samochód osobowy typu crossover klasy subkompaktowej produkowany pod chińską marką Baojun w latach 2017–2022 oraz od 2020 roku na rynkach globalnych.

## Historia i opis modelu

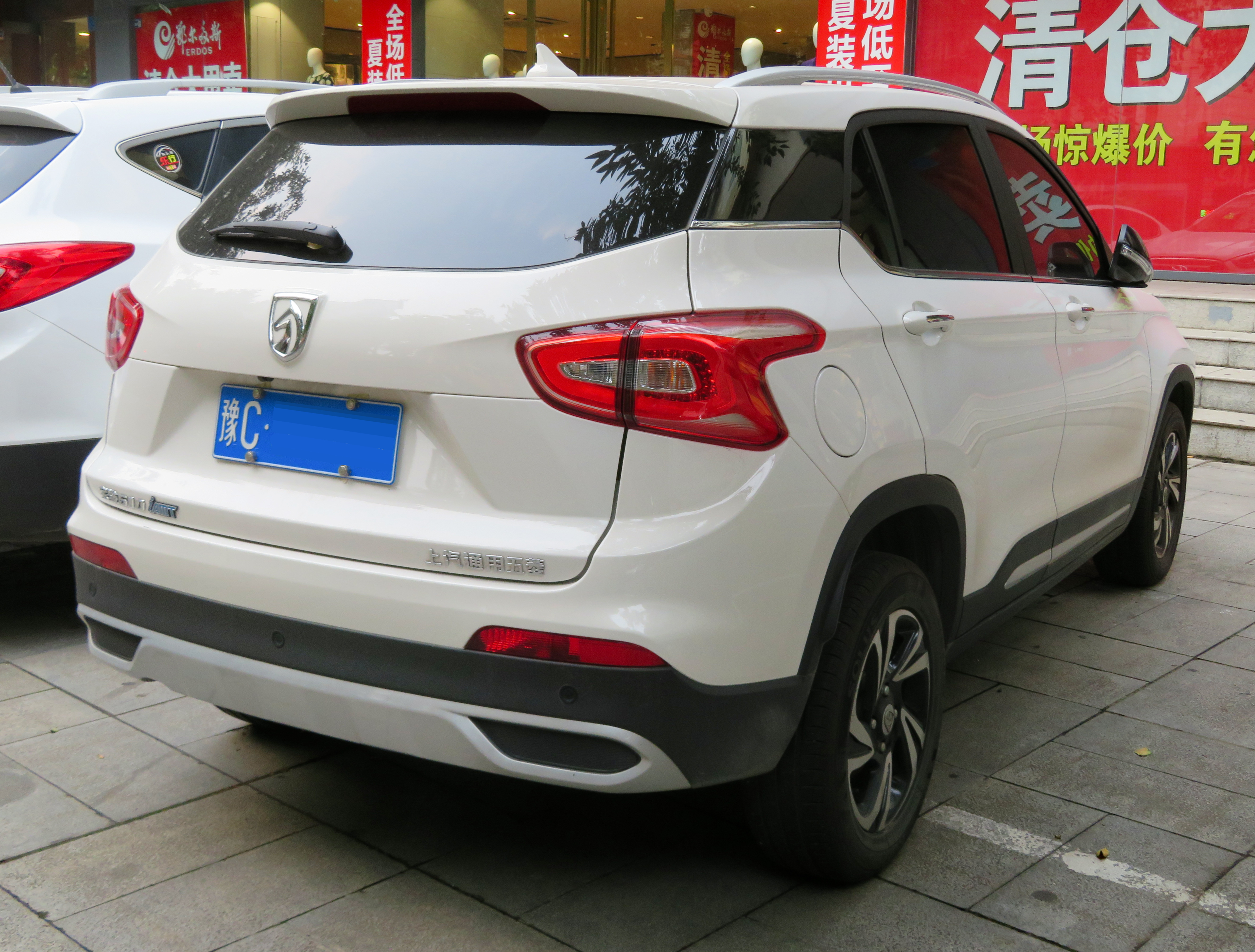
Baojun 510 - tył

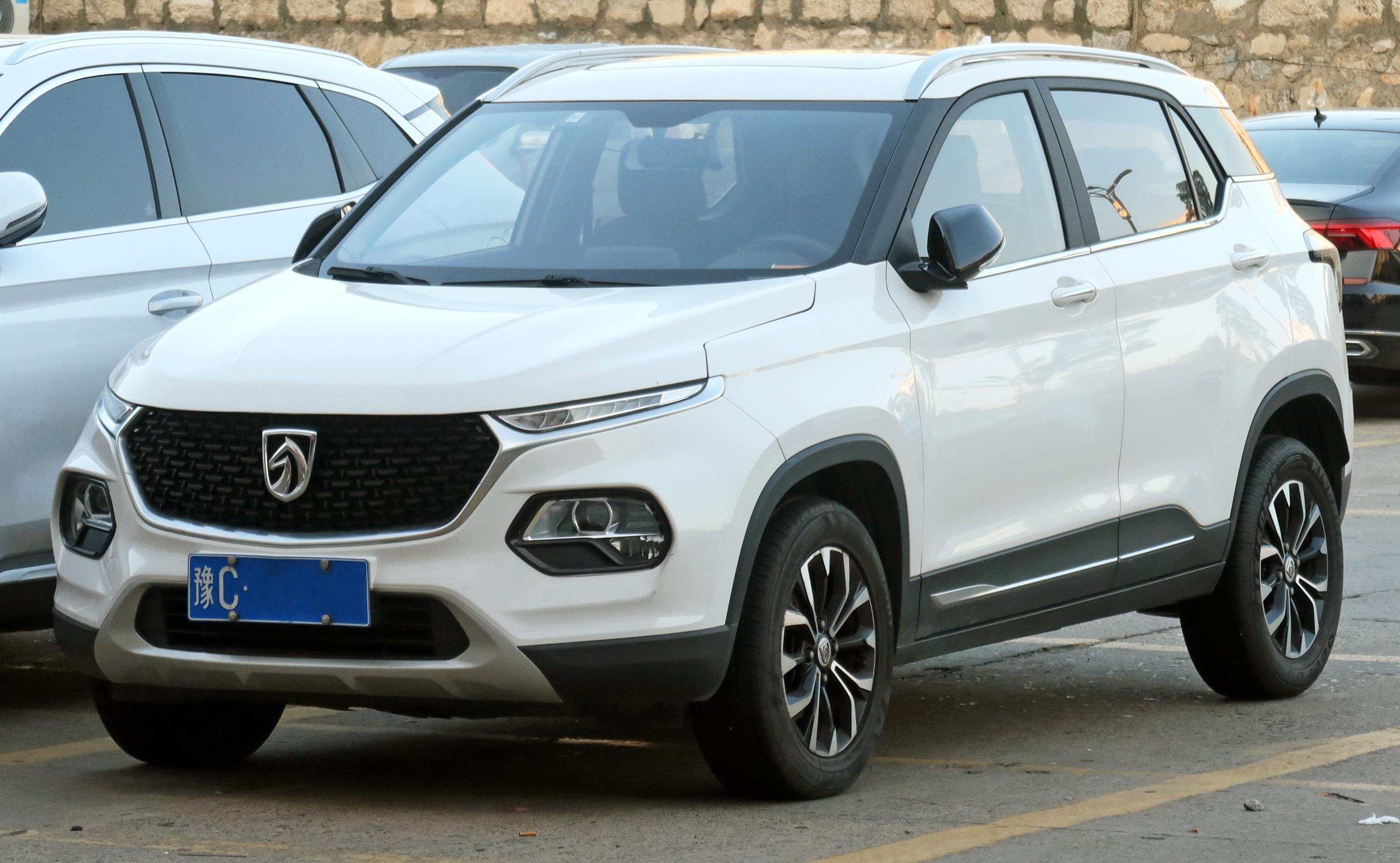
Baojun 510 po liftingu

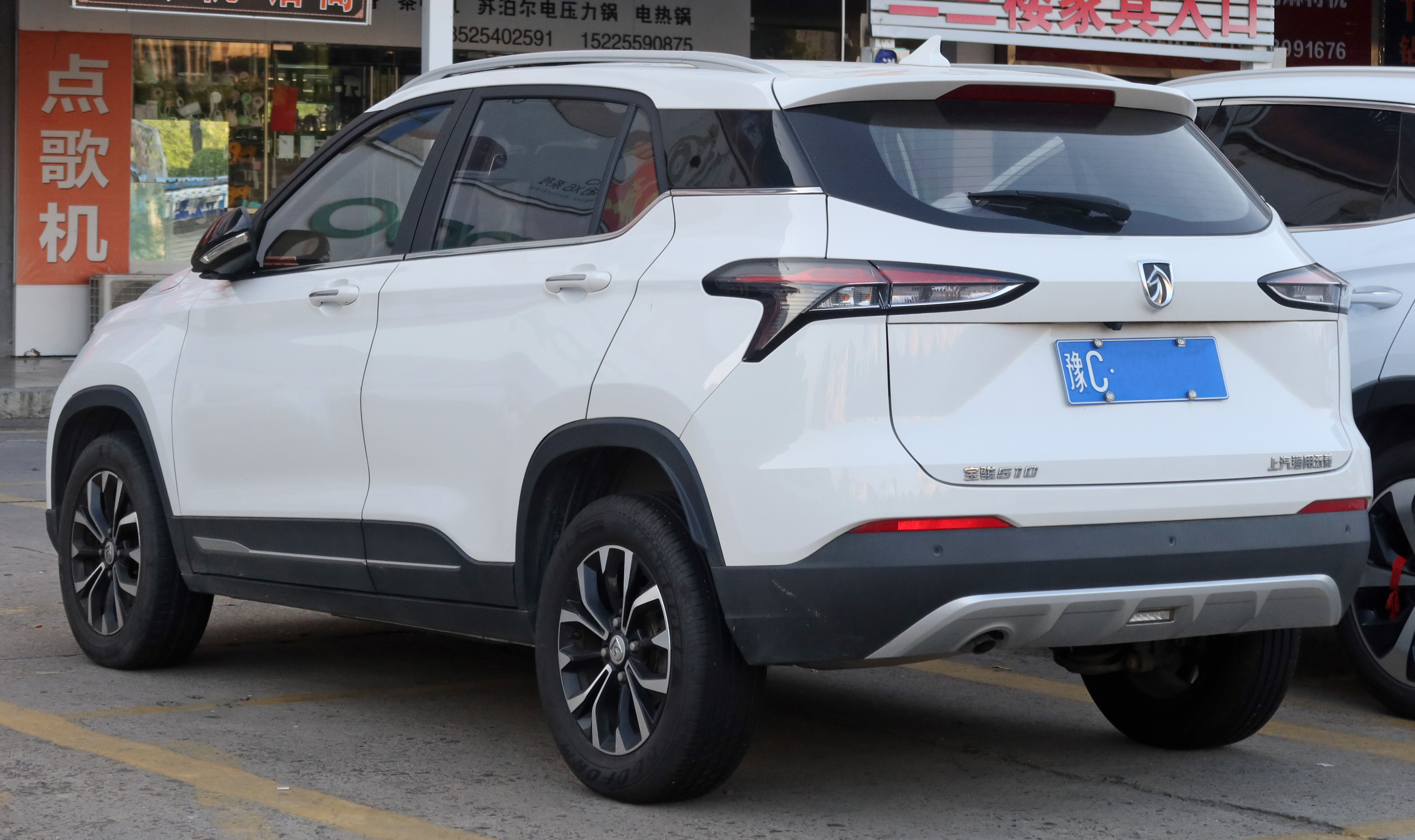
Baojun 510 - tył po liftingu

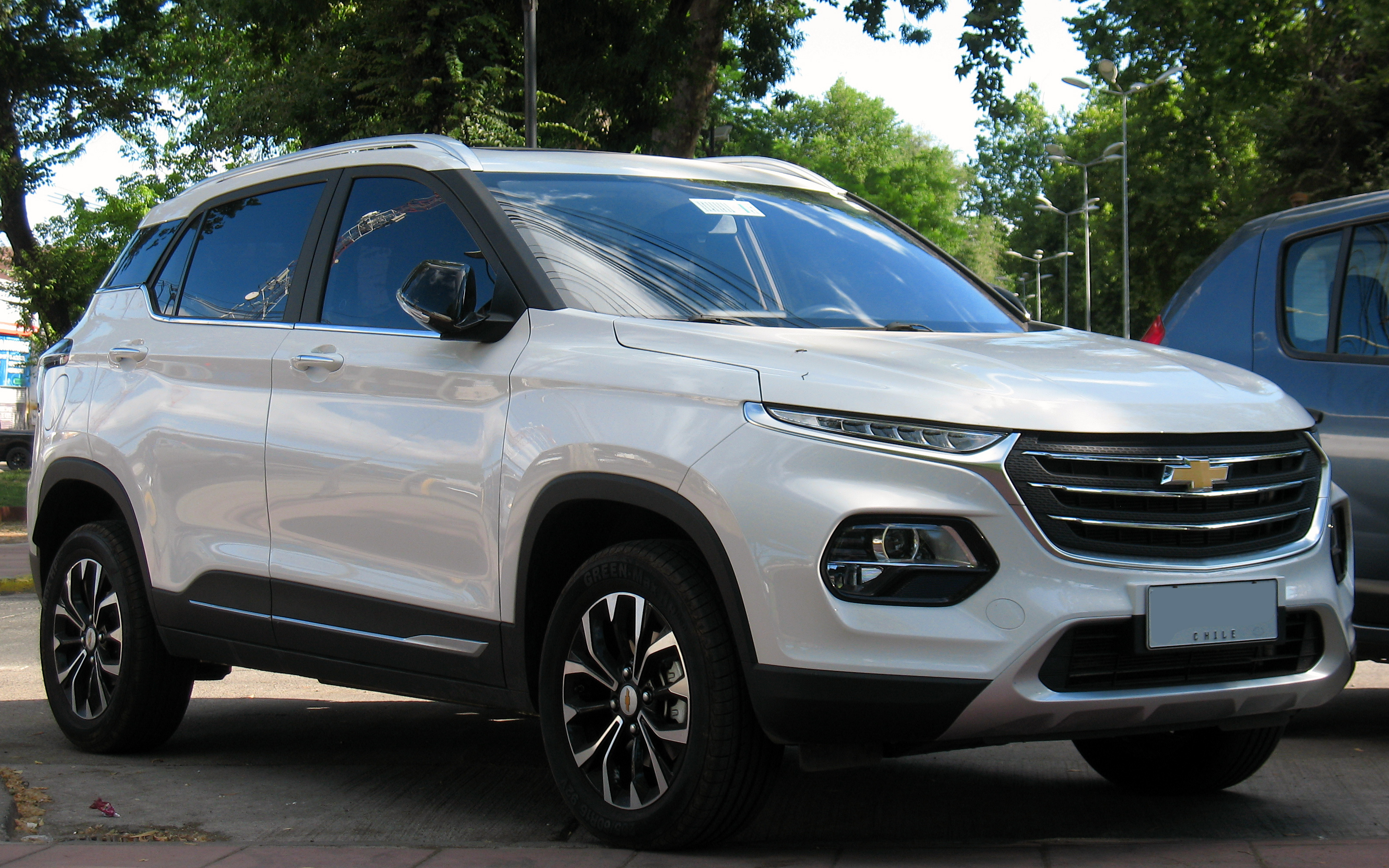
chilijski Chevrolet Groove

Jesienią 2016 roku podczas Salonu Samochodowego w Kantonie chińska spółka joint-venture SAIC-GM-Wulig przedstawiła nowego, najtańszego w ofercie marki Baojun i najmniejszego  miejskiego crossovera opracowanego z myślą o chińskiej, młodej klienteli jako odpowiedź na konkurencyjny model Ford EcoSport.
Baojun 510 został utrzymany w nowym języku stylistycznym marki, wyróżniając się wysoko poprowadzoną linią okien i dwupoziomowym oświetleniem przednim, z wąskim paskiem diod LED do jazdy dziennej poprowadzonym przy krawędzi maski i niżej umieszczonymi reflektorami ze światłami mijania. 
Kabina pasażerska z kolei zyskała takie elementy wyposażenia, jak 8-calowy ekran dotykowy do sterowania systemem multimedialnym oraz duże okno dachowe.

### Lifting
Niespełna dwa lata po prezentacji Baojuna 510, w sierpniu 2018 roku producent zdecydował się przeprowadzić gruntowną modernizację nadwozia, której towarzyszyły także zmiany w wyposażeniu. Samochód zyskał zrestylizowaną atrapę chłodnicy pozbawioną chromowanych poprzeczek na rzecz jednolitej, czarnej struktury, a także inne, węższe i strzeliste lampy tylne obejmujące błotniki i klapę bagażnika.

### Sprzedaż
Baojun 510 odniósł duży sukces na wewnętrznym rynku chińskim, w ciągu roku od debiutu rynkowego znajdując 416 883 klientów. W maju 2018 roku Baojun 510 zdobył tytuł najszybciej sprzedającego się samochodu na świecie. Do końca 2019 roku, tj. 3 lata po rynkowej premierze Baojuna 510, samochód znalazł w Chinach 878 481 nabywców. W kolejnych 3 latach popyt na taniego crossovera drastycznie spadł, skutkując zakończeniem produkcji pod marką Baojun na wewnętrzne potrzeby z końcem 2022 roku, zastąpieniem go nowocześniejszym modelem popularniejszej marki Wuling i skupiając się tylko na eksporcie.
W maju 2020 roku General Motors podjęło decyzję o rozpoczęciu eksportu Baojuna 510 w wariancie po modernizacji z 2018 roku pod marką Chevrolet jako Chevrolet Groove z myślą o rynkach globalnych. Samochód pod tą nazwą trafił do oferty w Ameryce Łacińskiej jako tańsza i mniejsza alternatywa dla modelu Tracker pod koniec 2020 roku, a od lutego 2021 roku - także na Bliskim Wschodzie.

### Silnik
- R4 1.5l L2Bs